# Dabas
Dabas város Pest vármegyében, a Dabasi járás székhelye. Alsódabas és Felsődabas egyesítésével keletkezett 1950-ben, majd 1966-ban hozzá csatolták Gyónt és Sárit is.

## Fekvése
Pest vármegye délkeleti részén,  a Pesti-hordalékkúpsíkság és a Kiskunsági-homokhát találkozásánál fekszik. A mai város a területén korábban különálló négy falu (Gyón, Alsódabas, Felsődabas és Sári), illetve két, mára belterületté átalakult tanyacsoport (Dabasi Szőlők és Sáribesnyő) összevonásával jött létre. Dabas mintegy 15 kilométer hosszan nyúlik el a Budapestet Kecskeméttel összekötő 5-ös főút mentén. Északi részei a Pesti-síkságon, míg déli területei a kiskunsági homokhátságon fekszenek. A település nyugati határában ér véget a Duna–Tisza-csatorna.

## Közlekedés
Legfontosabb útvonala az 5-ös főút, amely északnyugat-délkeleti irányban végighúzódik a teljes területén, összeköttetést biztosítva úgy Budapest, mint a délebbre eső nagyobb alföldi városok (Kecskemét, Szeged) felé, miközben a lakott területeit mégis csak súrolja, azokat keletről elkerüli. A várost alkotó, egykor önálló községek központjain a Taksonytól Bugyin át idáig, majd Tatárszentgyörgyön keresztül egészen Kecskemétig vezető 5202-es út húzódik végig, ez tekinthető Dabas tényleges főutcájának. Fontos útvonala a 4606-os út is, amely Pilissel és a 4-es főút térségével kapcsolja össze. Érinti még a területét a 4604-es út, amely Ócsa felé biztosít összeköttetést, illetve jó néhány további, öt számjegyű út, amelyek a környező településekkel és tanyákkal kötik össze. Fontos szerepet tölt be Dabas közúti közlekedésében az M5-ös autópálya is, amely ugyan a közigazgatási területét nem érinti, de viszonylag kis távolságban húzódik tőle, és a szomszédos Újhartyánban csomóponttal rendelkezik.
A várost érintő autóbuszvonalak egyrészt Budapesttel és Kecskeméttel, másrészt a környező településekkel biztosítanak közlekedési kapcsolatokat.
A hazai vasútvonalak közül Dabast a Budapest–Kecskemét-vasútvonal érinti, amelynek egy állomása (Dabas vasútállomás) és egy megállóhelye (Gyón megállóhely) van a város területén. Budapest és Lajosmizse felé járnak személyvonatok.

## Története
Dabas első említése 1270-ből való. Gyón is ebben az időszakban alakulhatott ki. A tatárjárás lényegében elpusztította a két falut. A 15. században ismét népes települések alakultak ki a mai város helyén, ám 1597-ben a törökök a falvakat kirabolták, a terület ismét lakatlanná vált.

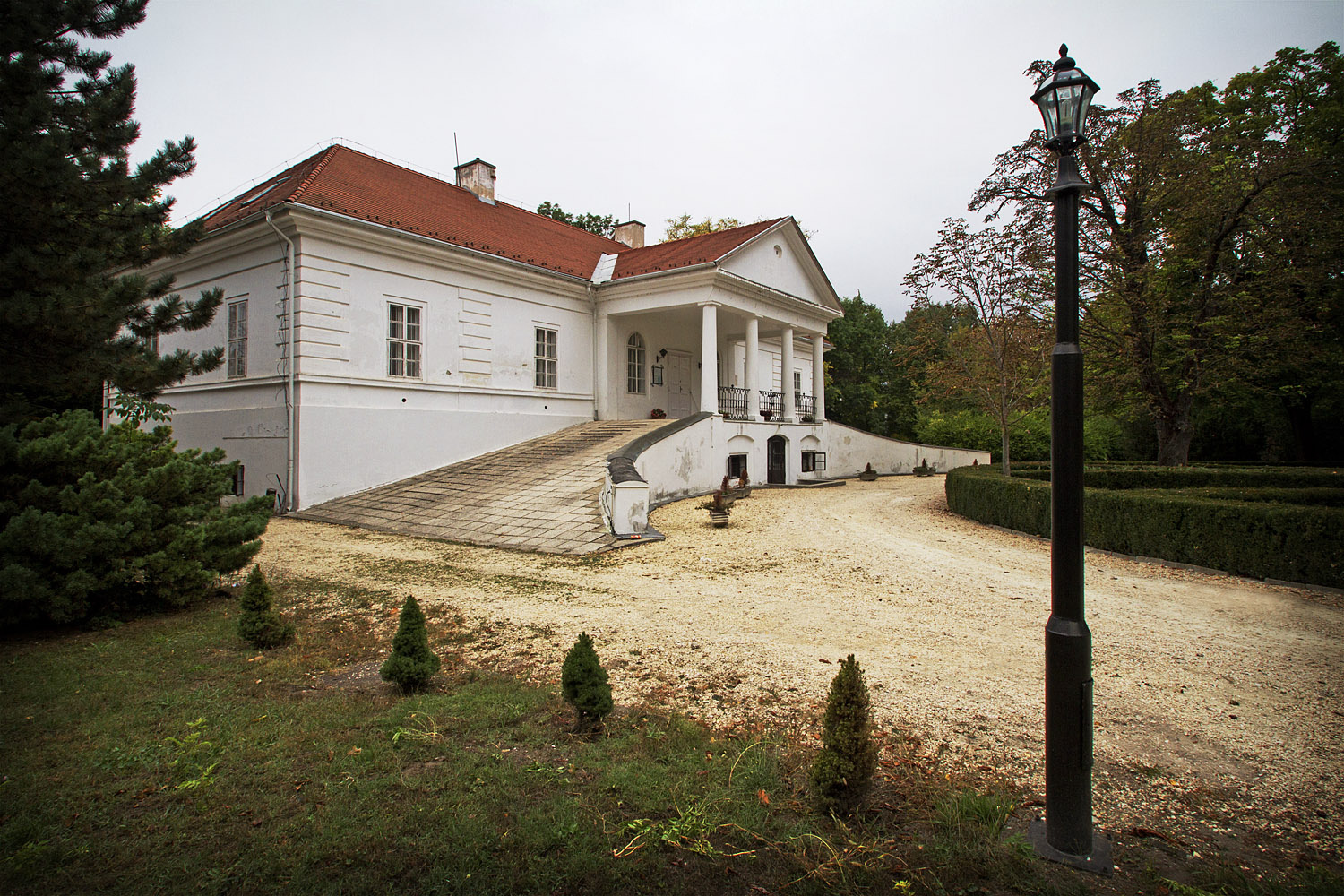
A Halász Móricz-kúria

A települések ismételt benépesedése csak a 18. század elején indult meg. Elsősorban katolikus szlovák és magyar jobbágycsaládok költöztek a területre. Az 1720-as években a Halász család vált Alsódabas és Gyón nagy részének tulajdonosává, mellettük még öt nemesi család volt birtokos. A birtokszerzést követő időszakban a település nagy fejlődésnek indult, népessége megsokszorozódott protestáns szlovák és magyar lakosokkal. Közben egy újabb falu, Felsődabas is kialakult, lakossága nagyrészt magyar nemzetiségű és katolikus volt. Dabas református temploma 1793-ban épült. Szintén a 18. században alakult ki Dabas jellegzetes településszerkezete, ahol a zsellérházak a nemesi kúriák köré épült kisebb csoportokat alkottak. Sári lakosai nagyrészt szlovák nemzetiségű jobbágyok voltak, a 20. századig nagyban elzárkóztak a külvilágtól.
A 19. században a környék köznemesei aktív szerepet vállaltak a reformkorban, illetve a vármegye irányításában. A település társadalmi élete is megindult, 1836-ban létrejött a nemesi alapítású Kaszinó. Ebben az időszakban indult meg Alsódabas és Gyón iparosodása is, amelyhez kiegyezést követően a pesti járás déli részének közigazgatási funkciói is társultak. Amikor 1886-tól a vármegyéknek állandó járási székhelyeket kellett kijelölniük, Alsódabas lett a Pesti közép járás székhelye, melynek elnevezése 1898-tól Alsódabasi, majd 1950-től Dabasi járás lett. Vasúti kapcsolata 1895-től van Budapesttel.

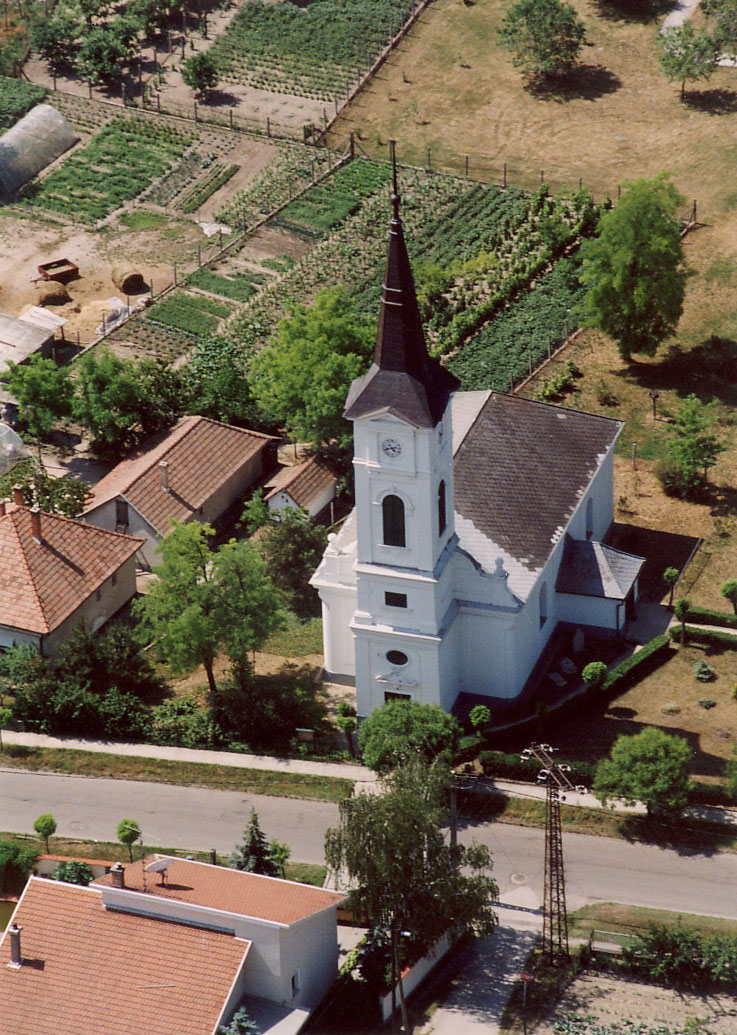
A műemléki védettségű református templom

Az 1947-ben Alsódabast és Felsődabast egyesítették. Az 1960-as években a község arculata nagyban megváltozott, amint a közintézmények, hivatalok új épületbe költöztek. 1966-ban Sári és Gyón is Dabas részévé vált.
Dabas 1989-ben kapott városi rangot. A középkorban csak egy Dabas volt ismeretes, s mint népes helyet már 1270-ben említik az oklevelek. Gyón IV. Béla alatt már fennállt, s ugyan a tatárjáráskor elpusztult, de a 15. század közepére ismét lakott település. A török hódoltság végére az egész környék elnéptelenedett, s az 1690-es összeírás alkalmával mint lakatlan területet vették számba.
A város négy eltérő történelmi múltra visszatekintő, egymástól markánsan különböző rétegződésű község összevonása eredményeként alakult ki. A város északi felén elterülő Sári, amit - akárcsak szomszédait - a török 1597 körül pusztított el. Új birtokosa az 1700-as évek elején katolikus szlovák úrbéresekkel telepítette be. A település déli felén Gyón található. Pusztáit az 1720-as években kezdték betelepíteni református magyar, majd evangélikus szlovák jobbágyokkal. A Sárival szomszédos Felsődabas annyiban hasonlít hozzájuk, hogy ide is telepítettek jobbágyságot, katolikus magyar úrbéres lakossága a 18. században önálló községgé szerveződhetett. Alsódabas, szomszédjával, Gyónnal együtt került az 1720-as években a Halász család kezébe. A pusztát benépesítő református család és rokonaik ide viszont sosem telepítettek jobbágyságot. 1916. december 31-én a Vay-kastélyban megnyílt Első Magyar Hadiárvaház javára rendeztek nagyszabású előadást az alsódabasi ifjak. Erről 1917. január 18-án, rövidhírben a Budapesti Hírlap is számot adott: „ A Vay Péter pápai protonotárius által létesített gyóni hadiárvaház javára az alsódabasi társaság ifjúsága Sáska Dinnyés Lajosné vezetésével műkedvelő előadást rendezett. Az előadás tiszta jövedelme 3183 korona 28 fillér volt”. Alsó- és Felsődabast 1947-ben kormányhatározattal egyesítették, 1966-ban pedig hozzácsatolták Gyónt és Sárit is. 1970-re Dabas így érte el a 13 000-es, valóban kisvárosias népességet, s miután a fejlesztési prioritások nyomán kiépültek a várossá nyilvánítás infrastrukturális feltételei, nagyközségi, 1984-től városi jogú nagyközségi rangot kapott, melyre 1989-ben a várossá nyilvánítás tett pontot.

### A dabasi zsidóság rövid története
A zsidó lakosság lélekszáma Gyónon 1804-1825 között 114-ről 166 főre gyarapodott, amit némi csökkenés követett; Alsódabason pedig 78-ról 212-re növekedett a számuk. Lélekszámuk ezután itt is csökkent ( kb. 40 fővel), de a forradalom küszöbén a dabasi zsidóság ismét 210 lelket számlált, a református egyházközségtől bérelt földet temetőnek, továbbá saktert is tartott.
A két protestáns templom köré épült népes Gyónnak 1848-ban már 220 zsidó lakója volt, akik a reformkorban zsinagógát is építettek. A többi felekezethez hasonlóan a gyóni hitközség népiskolát is fenntartott.
A zsidó családok többnyire kiskereskedőként, kisiparosként vagy szabadfoglalkozású értelmiségiként (mint ügyvéd, állatorvos, orvos) kereste kenyerét, de megtalálható volt fa-, mész-, épületanyag- kereskedő vagy földbirtokos is.
1941-ben a zsidó népesség Dabason 151 fő volt. A II. világháborúban a zsidó lakosság nagy részét elhurcolták, s a háború befejeztével a töredékük tudott visszatérni Dabasra, többen inkább Izraelt választottak új hazájuknak, és kivándoroltak. Mára már csak néhány család, leszármazott él Dabason.
A dabasi és a gyóni zsinagógának is kopjafát állítottak 1995-ben, ami Csontos József dabasi református lelkész érdeme.
- A felső-dabasi zsidó temető az Andrássy út végén található meg.
- A gyóni zsidó temető a Balla Pál utcában található.

## Népesség
A település népességének változása:
| Lakosok száma | 16 506 | 16 588 | 17 481 | 17 470 | 17 527 | 17 542 |
|               | 2013   | 2014   | 2021   | 2022   | 2023   | 2024   |

A 2011-es népszámlálás során a lakosok 89%-a magyarnak, 2% cigánynak, 0,7% németnek, 0,5% románnak, 7,1% szlováknak mondta magát (11% nem nyilatkozott; a kettős identitások miatt a végösszeg nagyobb lehet 100%-nál). A vallási megoszlás a következő volt: római katolikus 51,4%, református 9,4%, evangélikus 4,4%, görögkatolikus 0,4%, felekezeten kívüli 9,5% (23,9% nem nyilatkozott).
2022-ben a lakosság 89,8%-a vallotta magát magyarnak, 4,4% szlováknak, 0,8% cigánynak, 0,5% németnek, 0,4% románnak, 0,3% ukránnak, 0,1-0,1% horvátnak és bolgárnak, 2,4% egyéb, nem hazai nemzetiségűnek (10% nem nyilatkozott; a kettős identitások miatt a végösszeg nagyobb lehet 100%-nál). Vallásuk szerint 37,9% volt római katolikus, 7,6% református, 3,2% evangélikus, 0,5% görög katolikus, 0,1% ortodox, 0,9% egyéb keresztény, 1% egyéb katolikus, 10,1% felekezeten kívüli (38,4% nem válaszolt).

## Politika

### Polgármesterei
- 1990–1994: Horváth István (nem ismert)[7]
- 1994–1998: Horváth István (FKgP-MIÉP-KDNP)[8]
- 1998–2002: Kőszegi Zoltán (Dabas Fejlődéséért Integrálódók Egyesülete)[9]
- 2002–2006: Kőszegi Zoltán (Dabas Fejlődéséért Integrálódók Egyesülete-Fidesz)[10]
- 2006–2010: Kőszegi Zoltán (Dabas Fejlődéséért Integrálódók Egyesülete-Fidesz)[11]
- 2010–2014: Kőszegi Zoltán (Fidesz-Dabas Fejlődéséért Integrálódók Egyesülete)[12]
- 2014–2019: Kőszegi Zoltán (Fidesz)[13]
- 2019–2024: Kőszegi Zoltán (Fidesz)[14]
- 2024– : Kőszegi Zoltán (Fidesz)[1]

### A 2019-es önkormányzati választás eredménye
- A polgármester-választás eredménye[15]

| Jelölt neve    | Jelölő szerv. | Jelölő szerv. | Szavazatok száma | Szavazatok aránya |
| -------------- | ------------- | ------------- | ---------------- | ----------------- |
| Kőszegi Zoltán |               | Fidesz        | 3424             | 100%              |
| Összesen       |               |               | 3424             | 100%              |

- A képviselőtestület-választás eredménye[16]

| Párt | Párt   | Mandátumok | Képviselő-testület | Képviselő-testület | Képviselő-testület | Képviselő-testület | Képviselő-testület | Képviselő-testület | Képviselő-testület | Képviselő-testület | Képviselő-testület |
| ---- | ------ | ---------- | ------------------ | ------------------ | ------------------ | ------------------ | ------------------ | ------------------ | ------------------ | ------------------ | ------------------ |
|      | Fidesz | 9          | P                  |                    |                    |                    |                    |                    |                    |                    |                    |
|      | KDNP   | 3          |                    |                    |                    |                    |                    |                    |                    |                    |                    |

## Gazdasága
Mindazonáltal a nagy számú szektorban dolgozót semmiféle nagyüzem nem tömöríti. Így a termelés nem túl hatékony. A város ipari kultúrája még igen hiányos. Nagyrészt a fővárosban találnak munkát a szektorban dolgozók. Dabas legjelentősebb gazdasági intézményei a Dabasi Nyomda; és a város határában újonnan létesült a Dabasi Ipari Park, amely elsősorban logisztikai cégeket és Magyarország meghatározó vas- és acélkereskedését tömöríti. A település nagy átmenőforgalmának köszönhetően a kiskereskedelem nagyban jellemző.
A város vezetése a helyi ipar megteremtésén dolgozik, ennek érdekében jelentős kedvezményeket biztosít az itt megtelepedni szándékozóknak. Mindazonáltal a lakosság egy tekintélyes hányada továbbra is Budapesten keres munkát, bár az ingázás visszaszorulóban van.[forrás?]

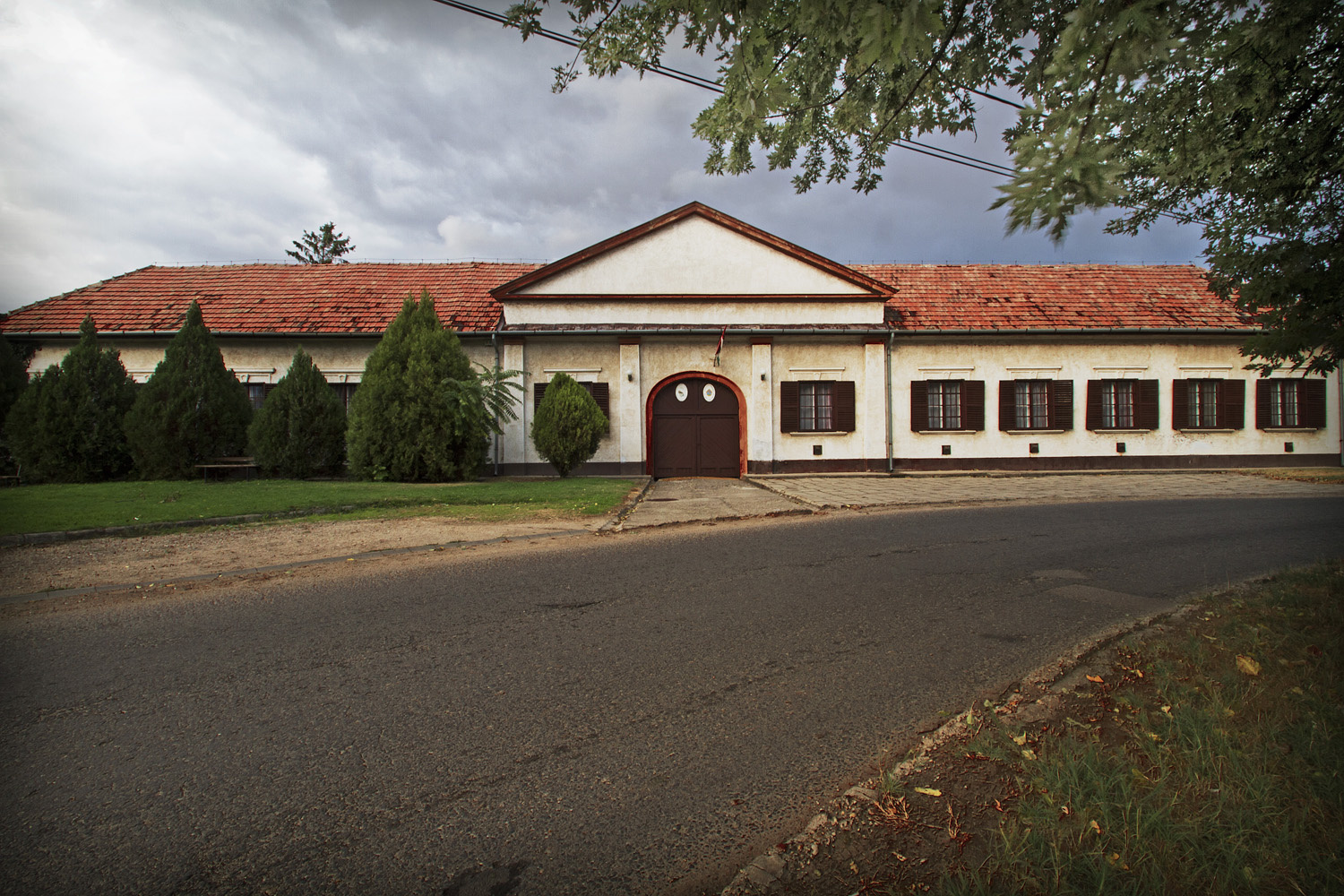
Erkel Ferenc zeneiskola

## Kultúra, oktatás
Dabas három városrészében (Dabas, Gyón, Sári) egy-egy önkormányzati-, Sáriban római katolikus általános iskola is, továbbá három óvoda, egy bölcsőde és egy zeneiskola működik. A város két középiskolája a Táncsics Mihály Gimnázium (régebben Táncsics Mihály Gimnázium és Postaforgalmi Szakközépiskola), valamint a Kossuth Zsuzsanna Szakképző Iskola. A város kulturális életének legfontosabb intézménye a Kossuth Művelődési Központ (volt Nemesi Casino). A különböző településrészek kultúráját színesíti a Halász Móricz-kúria (Gyóni Faluház), a Sári Faluház és a Dabasi-szőlők Művelődési Ház. A város egy több mint 40 ezer kötetes könyvtárral is rendelkezik.

## Nevezetességei
- Nemesi Casino
- Halász Móricz-kúria
- Halász Olivér-kúria (Városi Könyvtár)
- Gombay-Dinnyés-kúria (Helyi Értéktár)
- Róth-Szalay-Halász-kúria (Levendulás ház)
- Nemes-kúria
- Kossuth ház
- Kulturális negyed-kúria negyed és további kisnemesi kúriák
- Büszkeségpont 56-os emlékszoba
- Múltidéző Lakópont-népi építészeti érték
- Sári Tájház és Rétesház-népi építészeti érték
- Gyóni Tájház-népi építészeti érték
- Református templom (copf stílusú) és Kossuth koszorú
- Evangélikus templom és udvar-Gyóni Géza Emlékszoba
- Kapisztrán-Hunyadi-emléktorony
- Református öregtemető
- Kopjafás temető
- Zsidó temető
- Térségi Holokauszt Emlékpont

## Testvérvárosai
- Besztercebánya, Szlovákia (1999. december 17.)
- Tržič, Szlovénia (2001. szeptember 22.)
- Barót, Románia (2004. január 29.)
- Albenga, Olaszország (2006)
- Zenta, Szerbia (2007)
- Staunton, Egyesült Államok (2010)
- Szemet, Szlovákia (2012)
- Újpalota, Magyarország (2012)
- Ajton község, Románia (2014)
- Munkács, Ukrajna (2016)
- Abrudbánya, Románia (2017)[19]

## Híres dabasiak

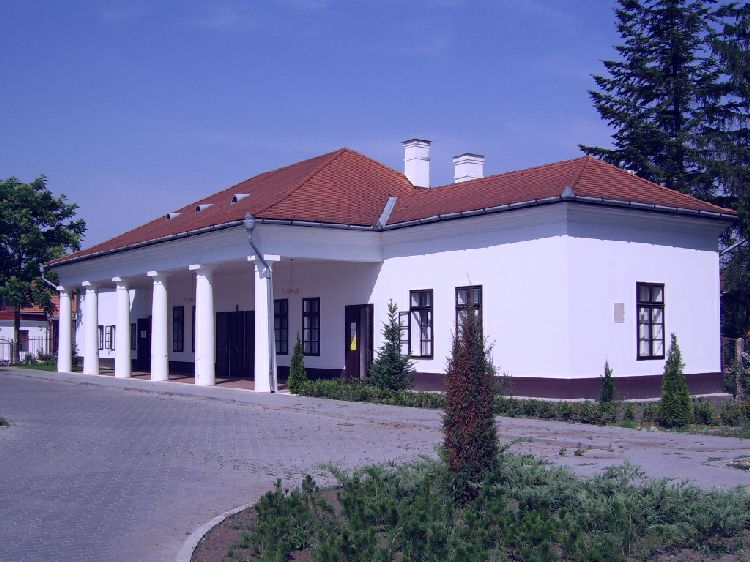
A Halász Bálint-kúria

- Itt született Bábel Balázs római katolikus pap, kalocsa-kecskeméti érsek.
- Alsódabason született ifj. Bács Károly (1849–1903) színész.
- Itt született Bajó Sándor református lelkész, honvédhadnagy (1832–1900).
- Alsódabason született Bátky Károly (1838-1888) tanító.
- Itt született Dabasi Farkas Pál (1873–1913) cigányprímás.
- Itt született Dinnyés Lajos (1901–1961) kisgazda politikus, 1947. május 31-től 1948. december 10-ig Magyarország miniszterelnöke.
- Felsődabason hunyt el Dobozy Lina (1843–1925) színésznő.
- Itt született Gyóni Géza (1884–1917) költő.
- Itt élt és hunyt el Kossuth László, Kossuth Lajos édesapja (1839. június 13.).
- Alsódabason született Lenkei Erzsi (1886-1959) színésznő.
- Alsódabason hunyt el dálnoki Nagy Imre (1837–1916) színész.
- Itt született Sárközy Soma (Sámuel Károly) (1821–1853) ügyvéd, az 1848–49-es forradalom és szabadságharcot követő függetlenségi szervezkedések egyik vértanúja.
- Itt született Vay Sándor gróf, született Vay Sarolta grófnő, író (1859–1918).
- Itt született Vay Péter gróf, előzőnek öccse, író, címzetes püspök, világutazó (1863–1948).
- Itt szolgált Varga Mihály (1861) római katolikus plébános.

## Érdekesség
Itt forgatták 1949-ben a Ludas Matyi című, részben már színes magyar filmet.

## Légi felvétel galéria

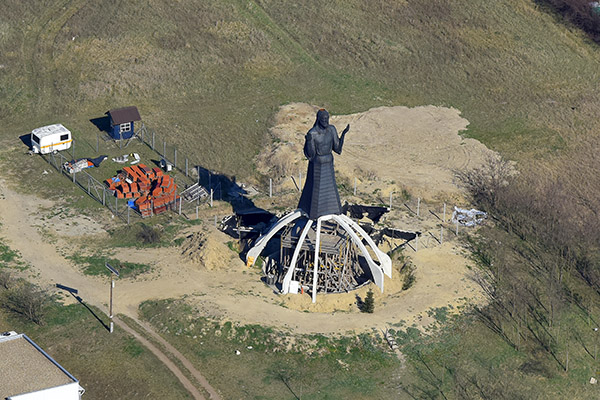
Dabas, a Krisztus-szobor a magasból
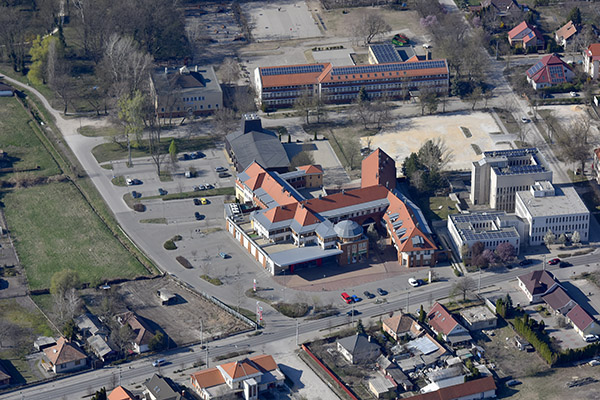
Dabas város központja madártávlatból
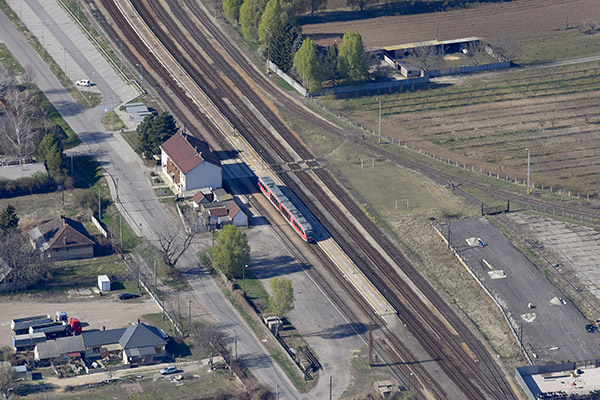
Dabas, vasútállomás a levegőből
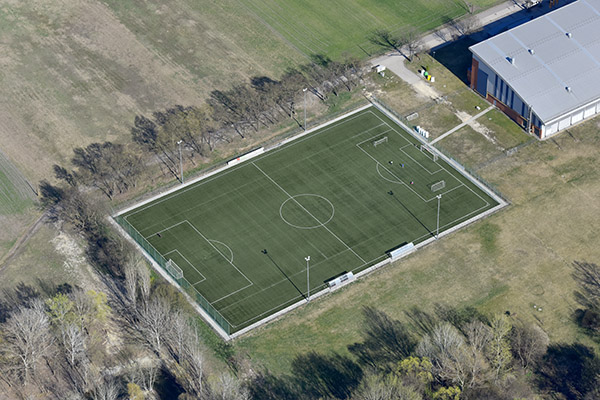
A dabasi sportpálya légi felvételen
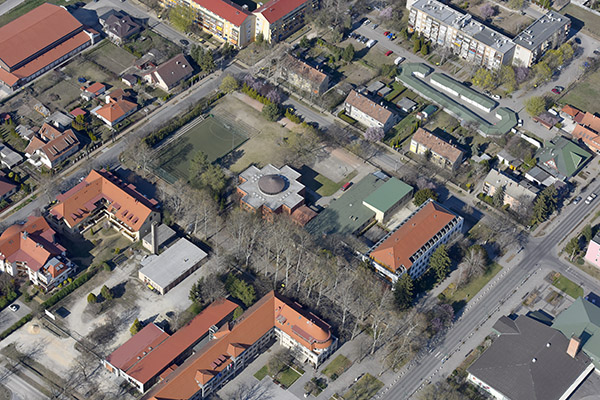
Dabas légi fotón